# ニシェル・ニコルズ
ニシェル・ニコルズ（英: Nichelle Nichols、本名: グレース・デル・ニコルズ（英: Grace Dell Nichols、1932年12月28日 - 2022年7月30日）は、アメリカ合衆国の女優、歌手、声優。
ニコルズは、『宇宙大作戦』（1966年放映開始）以降、『スタートレック』シリーズの各作品でウフーラを演じたことで最もよく知られる。このことは、当時のアメリカ合衆国のテレビ番組におけるアフリカ系アメリカ人女性のキャラクター描写という点で画期的であった。
1977年から2015年にかけては、アメリカ航空宇宙局（NASA）の事業の広報や、女性や民族的マイノリティといった多様な出自を抱える宇宙飛行士の募集をボランティアで行った。

## 前半生
グレース・デル・ニコルズは、1932年12月28日にシカゴ近郊のクック郡ロビンスにて、同村の議長と行政長官に選出されたことがある工場労働者のサミュエル・アール・ニコルズとその妻のサリッシュ・（パークス）・ニコルズとの間に生まれた。彼女のルーツは、アフリカの他にスペイン、ウェールズ、チェロキーにもある。後に一家はシカゴのアパートに転居し、ニコルズはシカゴのほか、ニューヨークやロサンゼルスで勉学を修めた。

## 経歴
彼女は、1961年に大々的に宣伝されながらも失敗に終わったオスカー・ブラウンのミュージカルであるKicks and Co.に出演したことでブレイクした。その劇中のPLAYBOY誌を露骨に風刺する場面で、彼女は悪魔とOrgy Magazineに誘惑されてOrgy Maiden of the Monthになろうとするキャンパスクイーンのヘーゼル・シャープを演じた。Kicks and Co.はシカゴでのトライアル公演で終了したが、彼女は皮肉にもPLAYBOY発行者のヒュー・ヘフナーに注目され、彼のシカゴ・プレイボーイ・クラブと契約を結ぶこととなった。また、シカゴでは『カルメン・ジョーンズ』のストック劇団にてカルメン役で、ニューヨークでは『ポーギーとベス』の劇団で出演している。加えて、俳優業と歌手業との間で、時々モデルの仕事もした。1967年1月には『エボニー』誌の表紙も飾り、5年のうちに2つの特集文が組まれた。ニコルズは16歳の頃から歌手やバレリーナとして、デューク・エリントンやライオネル・ハンプトンのバンドと一緒にアメリカ合衆国、カナダ、ヨーロッパを巡業し、西海岸では『ドーランの叫び』、For My Peopleに出演し、ジェイムズ・ボールドウィンの劇である『チャーリー氏のためのブルース』での演技は高い評価を得た。なお、『宇宙大作戦』でウフーラ中尉役を演じる前、『スタートレック』シリーズの生みの親であるジーン・ロッデンベリーが最初に手がけたシリーズ番組The Lieutenant（1964年）の人種的偏見を扱ったエピソードTo Set It Rightにてゲスト女優を務めている。

### 『スタートレック』シリーズ

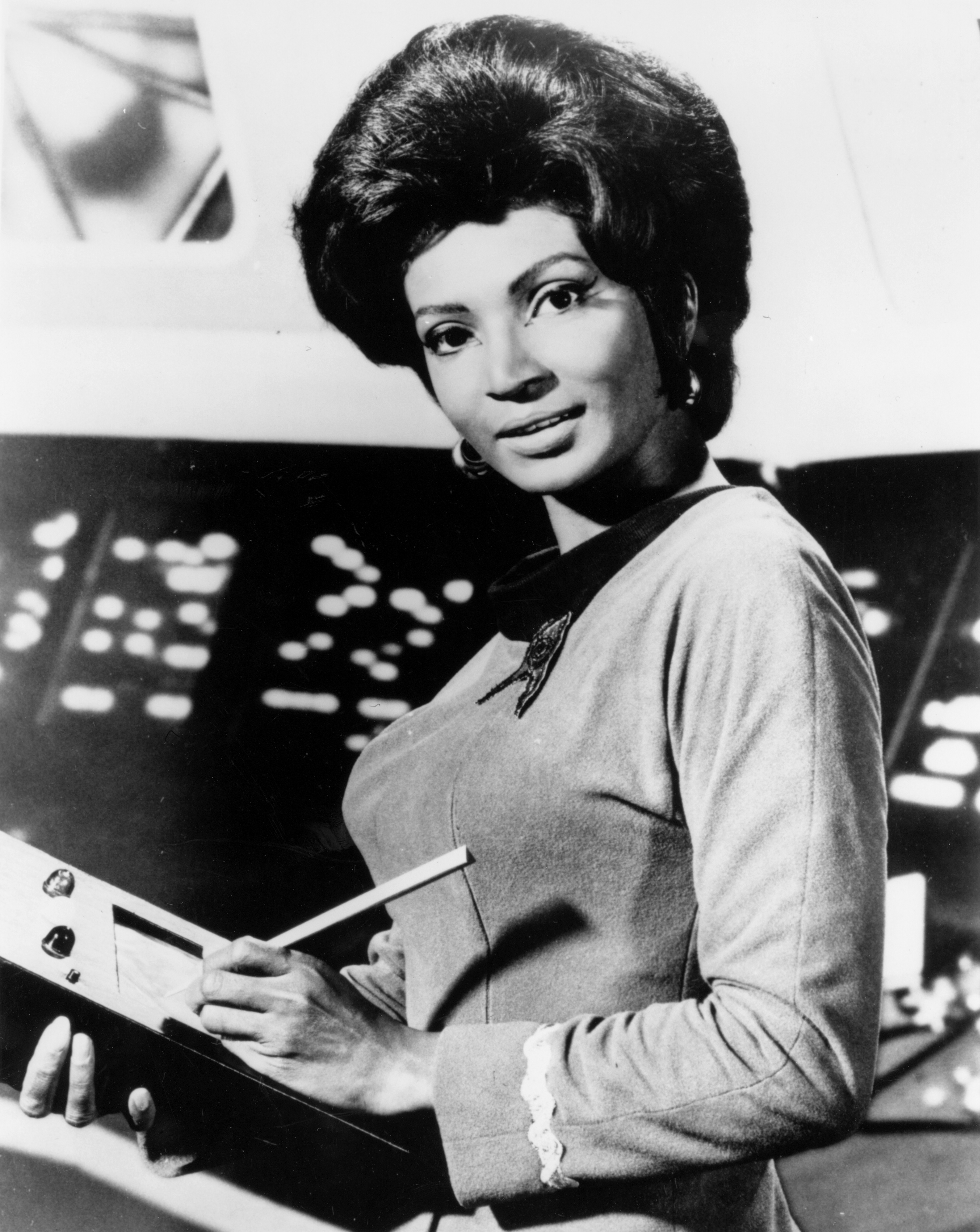
『宇宙大作戦』のウフーラ中尉を演じるニコルズ（1967年）。

『宇宙大作戦』でエンタープライズ号の艦橋士官であるウフーラ中尉役を演じたニコルズは、アメリカ合衆国の大手テレビ番組シリーズで主演した最初の黒人女優の一人となったが、放映当時は未曽有のものであった。番組の最初の年の間、ニコルズはブロードウェイでのキャリアを積みたかったことから降板するかどうかずっと迷っていたが、マーティン・ルーサー・キング・ジュニアとの会話が彼女の気持ちを変えることになった。ニコルズ本人によれば、キングは彼女に直接、自分が『宇宙大作戦』の大ファンであると話した上で番組に留まるよう励ましたという。彼は、彼女がアメリカ国中の黒人の子供や女性、そして将来黒人と対等に付き合うであろう他の子供たちにとって重要な役割を演じているのであり、番組出演を「やめることはできない」と言った。
ニコルズはインタビューにおいて、番組を降板するつもりであることをロッデンベリーに話した後日、全米黒人地位向上協会の募金活動に参加した時に、彼女に会いたい大ファンがいると告げられたと話し、そのときの様子を以下のように説明している。
私はそれがトレッキーのことだと思ったので「いいですよ」と答えました。部屋の向こうを見ると、満面の笑みを浮かべて私に向かって歩いてくるマーティン・ルーサー・キング博士がいました。彼は私のもとへ来ると、「そうです、ニコルズさん、私はあなたの大ファンです」と言ったのです。彼は、『宇宙大作戦』は彼と妻のコレッタが3人の子供たちに視ることを許している唯一の番組であると言いました。[彼女はシリーズを降板するつもりであることをキングに話した。]彼は「それはいけません。あなたは歴史の一部なのです。」と言ったので、私は降板しようとする理由を彼に話すことができませんでした。
彼女がキングの発言をロッデンベリーに話すと、彼は感涙した。元NASA宇宙飛行士であるメイ・ジェミソンは、ニコルズのウフーラ中尉役によって宇宙飛行士になりたいという願望が刺激されたと話しており、女優のウーピー・ゴールドバーグも彼女から影響を受けたと述べている。後にゴールドバーグは『新スタートレック』での役を希望し、ガイナンというキャラクターが特別に作られることとなった。また、ジェミソンも同シリーズの一エピソードに出演している。
ニコルズは、『宇宙大作戦』の1968年11月22日のエピソード「キロナイドの魔力」中で、ジェームズ・T・カーク艦長役を務めた白人男優のウィリアム・シャトナーとキスをしたが、これはアメリカ合衆国のテレビドラマでは最初の異人種間キスの例とされている。2人のキスは、話中では宇宙人の念力に操られて行わされたものとして表現されたが、画期的なものとみなされ、いくつかの賛辞と抗議が挙がった。1994年に出版された彼女の自伝Beyond Uhura, Star Trek and Other Memoriesの197ページに、ニコルズは、南部の白人男性が書いた「私は人種の混合には全く反対である。しかしながらカーク艦長のような血気盛んな青年ならば、ウフーラのような美しい女性を抱けばそれに抵抗することはできないだろう。」という手紙を紹介している。2006年8月20日に放映されたシャトナーのコメディ・セントラル・ローストで、ニコルズは冗談まじりにキスの件に言及し、「どうですか、もう少しテレビの歴史を作りましょう…私の黒い尻にキスをして!」と発言している。
『宇宙大作戦』は1969年に打ち切られたが『スタートレック』シリーズは存続し、以後もニコルズの生涯に関わり続けた。彼女は『まんが宇宙大作戦』（1973年）にて再びウフーラ役を担当し、エピソード「女だけの星」ではウフーラがエンタープライズ号の指揮を執ることになるが、彼女はオリジナルドラマでは全く感じることがなかった不満について、自伝に記している。また、同シリーズの映画には『スタートレックVI 未知の世界』までの6本に出演した。

### その他の出演

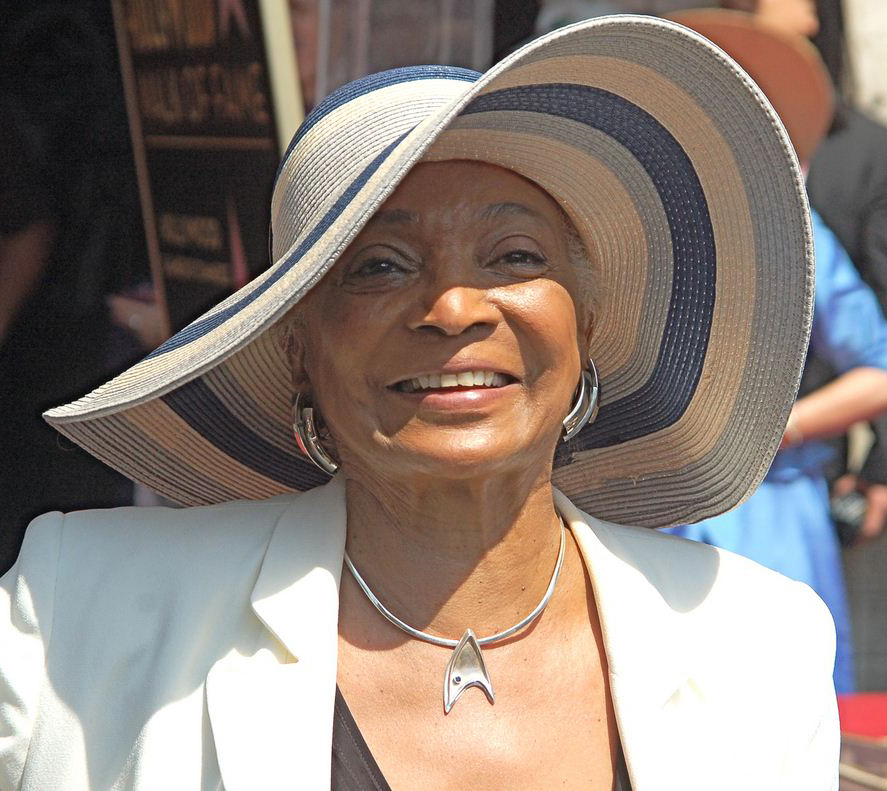
2012年9月のニコルズ。

ニコルズはその演技力に加えて、ダンサーや歌手としても熟達している。彼女はシカゴの演劇賞であるサラ・シドンズ賞の主演女優部門に、1度目はKicks and Co.でのヘーゼル・シャープ役で、2度目はThe Blacksでの演技によって2度ノミネートされている。2017年3月22日には、デイタイム・エミー賞のドラマシリーズ特別出演者部門にノミネートされた。
彼女は『スタートレック』のオリジナルシリーズおよびアニメシリーズの終わりや映画の合間に、他のテレビや映画に端役で出演している。少しの間だが、Doctor, You've Got to Be Kidding!（1967年）では秘書を、唯一出演したブラックスプロイテーション映画である『ブラック・ハンター』（1974年）では、アイザック・ヘイズが演じるトラック・ターナー役と敵対する口汚ない売春宿の女主人であるドリンダの役を演じた。コメディ映画の『スノー・ドッグ』（2002年）では主人公（キューバ・グッディング・ジュニア）の母親役で出演し、2006年の映画Lady Magdalene'sでは、税金を滞納する合法売春宿の女主人である表題の人物を演じた。彼女はまた、同映画の製作総指揮と振付を担当したほか、劇中で3つの歌（うち2つは自身の作曲）を歌っている。2008年には映画The Torturerにて精神医学者の役を演じた。
ニコルズはNBCのドラマ『HEROES』第2シーズンに定期的に出演し、最初は2007年10月8日放送のエピソード「仲間」に登場した。彼女はハリケーン・カトリーナで財政的、直接的に打撃を受けたニューオリンズのとある家族の長で、両親を失った曽孫と甥の息子であるシリーズレギュラーマイカ・サンダースのことを心配する、ナナ・ドーソンの役を演じた。2009年には、インターネットで初公開されたSFミュージカルコメディのThe Cabonautsに、株式会社Cabonautsの最高経営責任者であるCJの役で出演し、歌とダンスでも注目された。2016年8月30日には、長寿昼ドラマの『ザ・ヤング・アンド・ザ・レストレス』にニール・ウィンターズの長らく行方不明だった老母・ルシンダ役で登場した。
アニメ作品では、『フューチュラマ』のエピソードAnthology of Interest Iにおいて、アル・ゴア副大統領の行動部隊の一員として登場し、Where No Fan Has Gone Beforeではガラス容器に収まった自身の頭部の役で出演している。そのほか、『ガーゴイルズ』ではエリサ・マーザの母であるダイアン・マーザを、『バットマン』のエピソード「アバター」ではトト・ケプラを演じた。2004年には、『ザ・シンプソンズ』のエピソード「正義の味方!?パイマン参上」に本人役で出演した。
なお、1994年に出版された自伝Beyond Uhura: Star Trek and Other Memoriesの中で、ニコルズはテレビドラマ『マニックス』のペギー・フェア役について、『宇宙大作戦』の最終シリーズ中に彼女へのオファーがあったが、プロデューサーのジーン・ロッデンベリーが断ったと述べている。

### 音楽
ニコルズは音楽アルバムを2点出している。1967年のDown to Earthは『宇宙大作戦』の本放送中にリリースされたスタンダードコレクションである。1991年に発表されたOut of This Worldは、よりロック指向で『スタートレック』シリーズや宇宙探査をテーマにしたものである。
先述の通り、彼女はデューク・エリントンのバンドやライオネル・ハンプトンと一緒に歌手活動をしていた。ウフーラ役を演じた『宇宙大作戦』では、エピソード「セイサス星から来た少年」や「殺人鬼コドス」にて歌を歌った。

## NASAでの活動

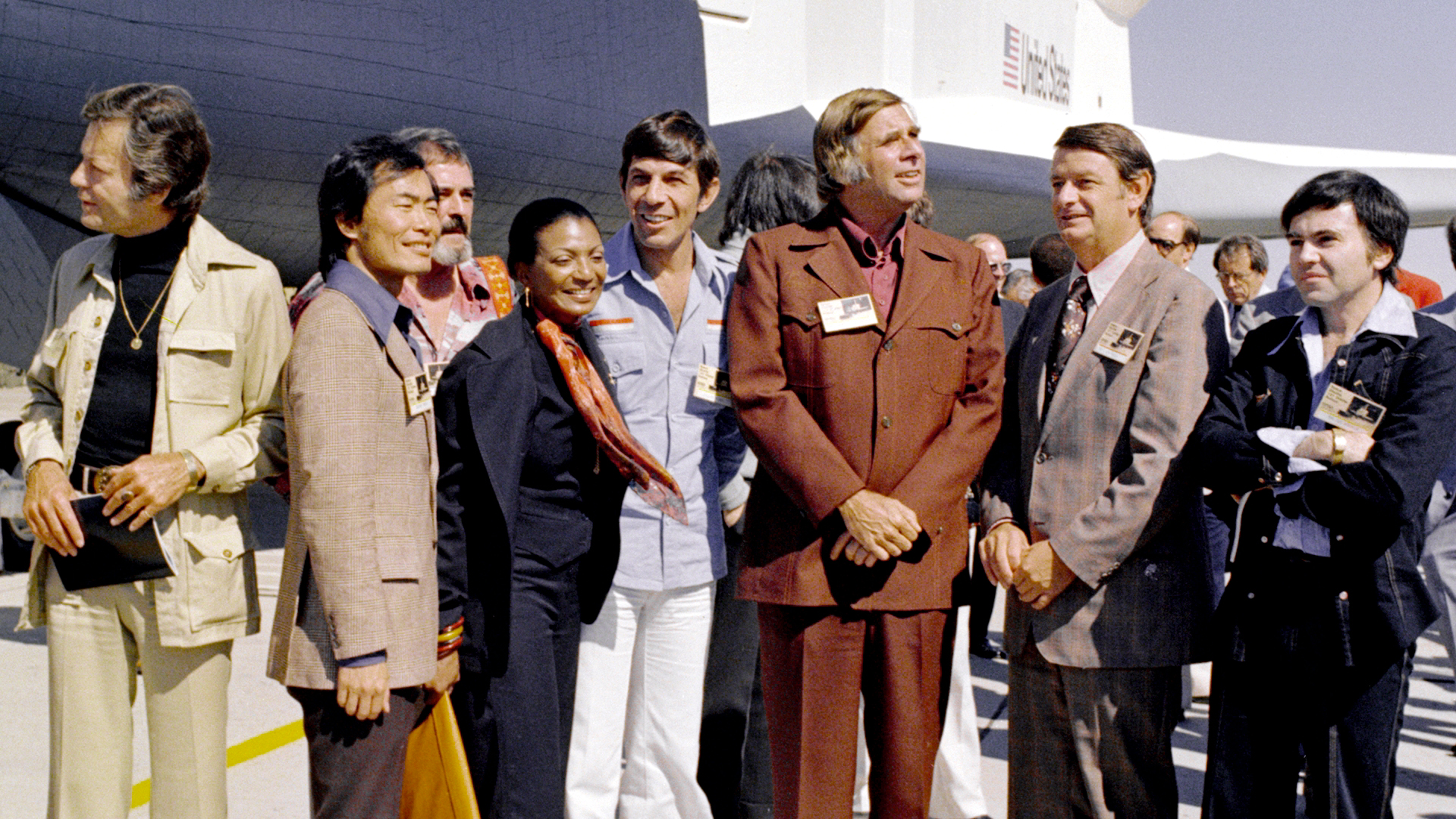
1976年にカリフォルニア州パームデールのロックウェル・インターナショナルの工場にあったスペースシャトル・エンタープライズを見学する『スタートレック』の出演者とロッデンベリー（ニコルズは左から4番目）。

『宇宙大作戦』の打ち切り後、ニコルズは宇宙機関にマイノリティや女性を募集するNASAの特別事業にボランティアで参加した。彼女はこの活動を、彼女が経営を援助した企業であるWomen in Motion社とNASAとを提携させることにより開始した。
同事業は成功を収めた。応募の中からは、最初のアメリカ人女性宇宙飛行士のサリー・ライド、最初のアフリカ系アメリカ人宇宙飛行士となるギオン・ブラフォード空軍大佐、1986年1月28日のチャレンジャー号爆発事故で死亡するまでスペースシャトル計画のミッションに従事したジュディス・レズニックやロナルド・マクネイアが選ばれた。また、募集された者の中には、元NASA長官で4度のスペースシャトルミッションに従事したベテラン飛行士のチャールズ・ボールデン、元NASA副長官で3度のスペースシャトルミッションに従事したフレデリック・D・グレゴリー、元NASA副長官のロリ・ガーバーもいた。ニコルズは宇宙探査の熱心な提唱者であり、1980年代半ばよりヴェルナー・フォン・ブラウンが設立した非営利の教育的な宇宙アドボカシー組織である米国宇宙協会の理事会に加わっている。
彼女はまた、1976年7月17日にカリフォルニア州パサデナのジェット推進研究所へ、バイキング1号の火星への軟着陸を観察する特別ゲストとしても招かれたほか、『スタートレック』オリジナルシリーズに出演した他の俳優とともに、カリフォルニア州パームデールのノースアメリカン・ロックウェルの工場で行われた、最初のスペースシャトル「エンタープライズ」の命名式に参加した。2010年7月14日にはジョンソン宇宙センターにあるスペースシャトルのシミュレーターとミッションコントロールセンターを視察し、2015年末には火星と土星の大気を8時間分析する高々度ミッションを行うNASAの成層圏赤外線天文台（SOFIA）を搭載したボーイング747-SPに搭乗している。

## 私生活

### 家族
ニコルズの弟のトーマスは、ヘヴンズ・ゲートというカルト宗教の信者であった。彼は1997年3月26日、ヘール・ボップ彗星の出現に伴い発生した同教団の集団自殺に参加して死亡した。20年間にわたり同教団の信者であった彼は、教団のビデオテープ内で、集団自殺の前に（指導者のマーシャル・アップルホワイトが発言した後で）自分がニコルズの弟であることを明かし、「私はこの世で最も幸せな人間でした」と最後のメッセージを残している。
ニコルズは2度の結婚歴がある。最初はダンサーのフォスター・ジョンソン（1917年 - 1981年）と1951年に結婚し、同年離婚したが、彼との間に息子のカイル・ジョンソン（1951年8月14日 - ）をもうけている。1968年にはデューク・マンディと2度目の結婚をしたが、これも1972年に離婚した。

### 交友
ニコルズは自伝の中で、1960年代にロッデンベリーと数年間恋愛関係にあったことを述べている。ただし2人の関係は、『宇宙大作戦』が始まるずっと前、ロッデンベリーがニコルズの知人であるメイジェル・バレットに恋をしていることに彼女と彼の双方が気付いたときに終了したとしている。ロッデンベリーの健康が徐々に衰えていたとき、ニコルズは彼のために「ジーン」と題した歌を一緒に書き、それを彼の葬儀で歌い上げた。
2012年2月29日にはホワイトハウスのオーバルオフィスにてバラク・オバマ大統領（当時）と面会した。彼女はその面会について、「数か月前、オバマ大統領は若かったころには私に首ったけだったということを言ったそうです。」「私がそのことを尋ねると彼は誇らしげに認めたんです!オバマ大統領も自分が確かにトレッカーだったことを認めたんです!なんと素晴らしいことでしょう?!」とツイートしている。

### 健康
2015年6月4日、ニコルズのタレント・エージェントは、彼女がロサンゼルスで軽い発作に見舞われ、同市の病院に入院したことを告知した。MRI検査では小発作が起こっていたことが明らかになり、彼女は2015年6月5日に入院患者治療を開始した。
2018年、ニコルズは将来的に認知症を発症すると診断された。その後、彼女は2020年後半にバーバンクにて開催される予定のお別れイベントをもって、トレッキーの集会への参加を終了することを発表した。
2022年7月30日、ニューメキシコ州シルヴァーシティで老衰または心不全により死去した。89歳没。

## 表彰
ニコルズはソロリティ団体のアルファ・カッパ・アルファの名誉会員である。ロバート・A・ハインラインは1982年に発表した小説『フライデイ』の一部分を彼女に捧げている。
1984年にはNASAからパブリック・サービス賞を受賞した。1999年には、ゴールデンカメラ賞の「世紀のカルトスター」（Kultstar des Jahrhunderts）部門で表彰された。2010年6月8日にはロサンゼルス・ミッションカレッジから名誉学位を授与された。小惑星のニコルズは彼女の栄誉を称えて命名された。2016年には、彼女は第42回サターン賞授賞式の一環で、SF・ファンタジー&ホラー映画アカデミーからライフキャリア賞を贈られた。2018年にはインクポット賞も受賞した。
ニコルズの名はハリウッド・ウォーク・オブ・フェームの星にも刻まれている。

## 主な出演作品

### 映画
| 年     | 作品名                                          | 役名                        | 備考           |
| ------ | ----------------------------------------------- | --------------------------- | -------------- |
| 1959年 | 『ポーギーとベス』                              | ダンサー                    | クレジットなし |
| 1966年 | Tarzan's Deadly Silence                         | ルアナ                      |                |
| 1966年 | 『メイド・イン・パリ』                          | サロンのバイヤー            |                |
| 1966年 | Mister Buddwing                                 | ばくち打ち                  |                |
| 1967年 | Doctor, You've Got to Be Kidding!               | ジェニー・リボック          |                |
| 1974年 | 『ブラック・ハンター』                          | ドリンダ                    |                |
| 1979年 | 『スタートレック』                              | ウフーラ                    |                |
| 1982年 | 『スタートレックII カーンの逆襲』               | ウフーラ                    |                |
| 1984年 | 『スタートレックIII ミスター・スポックを探せ!』 | ウフーラ                    |                |
| 1986年 | 『スタートレックIV 故郷への長い道』             | ウフーラ                    |                |
| 1986年 | 『ゴースト・アーミー 怨霊部隊』                 | レオナ・ホーキンズ軍曹      |                |
| 1989年 | 『スタートレックV 新たなる未知へ』              | ウフーラ                    |                |
| 1991年 | 『スタートレックVI 未知の世界』                 | ウフーラ                    |                |
| 1995年 | 『キャプテン・ズーム』                          | パンゲアの女教皇            |                |
| 2002年 | 『スノー・ドッグ』                              | アメリア・ブルックス        |                |
| 2004年 | Surge of Power: The Stuff of Heroes             | オマーン                    |                |
| 2005年 | 『ボクらのママに近づくな!』                     | ミス・マーブル              |                |
| 2008年 | Lady Magdalene's                                | レディ・マグダレン / マギー |                |
| 2008年 | 『トゥルー・ラブ?』                             | 祖母                        |                |
| 2008年 | The Torturer                                    | 博士                        |                |
| 2012年 | This Bitter Earth                               | クララ・ワトキンス          |                |
| 2016年 | Renegades                                       | グレース・ジェミソン提督    |                |
| 2017年 | The Order                                       |                             |                |
| 2018年 | American Nightmares                             | 神秘的な女性                |                |
| 2019年 | Surge of Dawn                                   | オマーン                    |                |
| 2020年 | Unbelievable!!!!!                               | 先生 / ペチュニアおばさん   |                |

### テレビ番組
| 年        | 作品名                                        | 役名                     | 備考                                                        |
| --------- | --------------------------------------------- | ------------------------ | ----------------------------------------------------------- |
| 1964年    | The Lieutenant                                | ノーマ・バートレット     | エピソードTo Set It Right                                   |
| 1966年    | Tarzan                                        | ルアナ                   | エピソード"The Deadly Silence"（2話）                       |
| 1966–69年 | 『宇宙大作戦』                                | ウフーラ中尉             | シリーズレギュラー                                          |
| 1970年    | インサイト                                    | エリー                   | エピソードOld King Cole                                     |
| 1973年    | 『まんが宇宙大作戦』                          | ウフーラ中尉 / その他    |                                                             |
| 1984年    | 『アントニーとクレオパトラ』                  | 女官のシャーミアン       |                                                             |
| 1994年    | 『ガーゴイルズ』                              | ダイアン・マーザ         | 1998年に4話分ゲスト出演                                     |
| 1994年    | 『バットマン』                                | トト・ケプラ             | エピソード「アバター」                                      |
| 1996年    | 『スタートレック:ディープ・スペース・ナイン』 | ウフーラ                 | 1エピソードでのストック・フッテージ使用（「伝説の時空へ」） |
| 2000年    | 『フューチュラマ』                            | 本人役                   | エピソードAnthology of Interest I                           |
| 2002年    | 『フューチュラマ』                            | 本人役                   | エピソードWhere No Fan Has Gone Before                      |
| 2004年    | 『ザ・シンプソンズ』                          | 本人役                   | エピソード「正義の味方!?パイマン参上」                      |
| 2007年    | 『HEROES』                                    | ナナ・ドーソン           | エピソード「仲間」                                          |
| 2007年    | Star Trek: Of Gods and Men                    | ニョタ・ウフーラ         |                                                             |
| 2009年    | The Cabonauts                                 | CJ                       |                                                             |
| 2010年    | Scooby-Doo! Curse of the Lake Monster         | 上院議員                 |                                                             |
| 2016年    | 『ザ・ヤング・アンド・ザ・レストレス』        | ルシンダ                 |                                                             |
| 2017年    | Downward Dog                                  | ディージェイ・ディバイン |                                                             |
| 2017年    | 『シャークネード5 ワールド・タイフーン』      | スター事務総長           | テレビ映画                                                  |

### コンピュータゲーム
| 年     | 作品名                               | 役名             | 備考 |
| ------ | ------------------------------------ | ---------------- | ---- |
| 1992年 | Star Trek: 25th Anniversary Enhanced | ニョタ・ウフーラ |      |
| 1994年 | Star Trek: Judgment Rites            | ニョタ・ウフーラ |      |